# Henrik Greensteen
Henrik Jørgen Greensteen, född den 12 oktober 1833 i Roskildetrakten, död den 11 juli 1895 i Köpenhamn, var en dansk författare och skolman.
Greensteen blev student 1851, cand. theol. 1859 och anställdes 1879 som inspektor vid en kommunal skola i Köpenhamn. År 1859 utgav han ett band dikter och utvecklade senare en stadig, men sparsam produktion av övervägande lyriska dikter, som finns spridda i tidningar och tidskrifterer. De är genomgående fina och älskvärda i känslan, av och till präglade av ett rätt egendomligt satiriskt sinnelag och alltid vackra i formellt hänseende. En samling av hans dikter blev utgiven efter hans död med ett förord av ungdomsvännen Bjørnstjerne Bjørnson.